# Angie Sage
Angie Sage (* 1952 in London) ist eine britische Illustratorin und Autorin. Bekannt wurde sie vor allem durch die Septimus Heap- und die Araminta Spuk-Serie.

## Leben
Angie Sage wuchs in Thames Valley, London und Kent auf. Ihr Vater war Verleger und brachte Sage während ihrer Kindheit Blindbände mit, welche sie mit Bildern und Geschichten füllte. Sage studierte Grafik und Design an der Polytechnic Art School in Leicester. Nach ihrem Abschluss arbeitete sie als Illustratorin und später als freie Autorin. 1989 erschien Sages erstes Buch Monkeys in the Jungle.
Angie Sage hat zwei Töchter und wohnt in Cornwall.

## Bibliografie (Auswahl)
Diese Bücher wurden/werden alle von Angie Sage geschrieben. Diese Liste enthält keine Bücher, welche von ihr nur illustriert wurden.
Septimus Heap
- Septimus Heap: Magyk. Hanser, München 2005, ISBN 3-446-20642-6.
- Septimus Heap: Flyte. Hanser, München 2006, ISBN 3-446-20794-5.
- Septimus Heap: Physic. Hanser, München 2007, ISBN 978-3-446-20899-5.
- Septimus Heap: Queste. Hanser, München 2008, ISBN 978-3-446-23097-2.
- Septimus Heap: Syren. Hanser, München 2010, ISBN 978-3-446-23592-2.
- Septimus Heap: Darke. Hanser, München 2011, ISBN 978-3-446-23793-3.
- Septimus Heap: Fyre. Hanser, München 2013, ISBN 978-3-446-24314-9.
- Septimus Heap: Darke Toad - Die Dunkelkröte. Hanser, München 2013, ISBN 978-3-446-24463-4 (Kurzgeschichte, nur als E-Book)
- TodHunter Moon: FährtenFinder. Hanser, München 2017, ISBN 978-3-446-25488-6.
- TodHunter Moon: SandReiter. Hanser, München 2017, ISBN 978-3-446-25568-5.
- TodHunter Moon: SternenJäger. Hanser, München 2017, ISBN 978-3-446-25569-2.

Bisher nur auf Englisch erschienen:
- Septimus Heap: The Magykal Papers. Katherine Tegen Books, 2009, ISBN 978-0-06-170416-1, enthält Zusatzinfos zu den Septimus-Heap-Büchern

Araminta Spuk (In der Übersetzung von Ulli und Herbert Günther.)
- Araminta Spuk: Gruselangriff aus dem Hinterhalt. dtv Reihe Hanser 2009, ISBN 978-3-423-62383-4.
- Araminta Spuk: Das Schwert in der Grotte. dtv Reihe Hanser 2009, ISBN 978-3-423-62384-1.
- Araminta Spuk: Die Entführung der Frösche. dtv Reihe Hanser 2009, ISBN 978-3-423-62406-0.
- Araminta Spuk: Auf Vampirjagd! dtv Reihe Hanser 2010, ISBN 978-3-423-62434-3.
- Araminta Spuk: Allein zu Haus. dtv Reihe Hanser 2010, ISBN 978-3-423-62461-9.

Bisher nur auf Englisch erschienen:
- Araminta Spook, Book Six: Gargoyle Hall. Bloomsbury Children’s Books, 2014, ISBN 978-1-4088-5128-9.
- Araminta Spook, Book Seven: Skeleton Island. Bloomsbury Children’s Books, 2015, ISBN 978-1-61963-945-4.

## Verfilmungen
Warner Bros. hat bereits die Filmrechte für Septimus Heap: Magyk erkauft, die Dreharbeiten haben allerdings noch nicht begonnen.